# Pes lleuger
Pes lleuger és una categoria competitiva de la boxa i d'altres esports de combat.
A la boxa professional, abasta els boxejadors que pesen entre 58,967 quilos (130 lliures) i 61,237 quilos (135 lliures).

## Dones i cadets
A la boxa professional no hi ha diferències entre homes i dones, pel que fa als límits entre les categories, amb l'aclariment que entre les dones no existeix la categoria de pes superpesant i, per tant, la categoria màxima és pes pesant.
A la boxa amateur sí que hi ha diferències en els límits de les categories, entre els homes majors (adults i juniors), pel que fa a les dones i els cadets (menors d'edat). En el cas de la boxa femenina, la categoria de pes lleuger és la següent:
- Límit inferior: 54 quilos.
- Límit superior: 57 quilos.

## Boxa professional
L'irlandès Jack McAuliffe és reconegut per haver estat el primer boxejador campió del món del pes lleuger després de la seva victòria contra Billy Frazier per KO el 29 d'octubre de 1886.

### Títol inaugural
| Associació | Boxejador       | Data                |
| WBA        | Carlos Ortiz    | 21 d'abril de 1962  |
| WBC        | Carlos Ortiz    | 7 d'abril de 1963   |
| IBF        | Charlie Brown   | 30 de gener de 1984 |
| WBO        | Mauricio Aceves | 6 de maig de 1989   |

## Boxa amateur

### Campions olímpics
| Edició               | Or                                   | Argent                               | Bronze                               |
| 1904 St. Louis       | Harry Spanjer                        | Russell van Horn                     | Peter Sturholdt                      |
| 1908 Londres         | Frederick Grace                      | Frederick Spiller                    | Harry Johnson                        |
| 1912 Estocolm        | No fou inclòs en el programa olímpic | No fou inclòs en el programa olímpic | No fou inclòs en el programa olímpic |
| 1920 Anvers          | Samuel Mosberg                       | Gotfred Johansen                     | Clarence Newton                      |
| 1924 París           | Hans Jacob Nielsen                   | Alfredo Copello                      | Frederick Boylstein                  |
| 1928 Amsterdam       | Carlo Orlandi                        | Stephen Halaiko                      | Gunnar Berggren                      |
| 1932 Los Angeles     | Lawrence Stevens                     | Thure Ahlqvist                       | Nathan Bor                           |
| 1936 Berlín          | Imre Harangi                         | Nikolai Stepulov                     | Erik Ågren                           |
| 1948 Londres         | Gerald Dreyer                        | Joseph Vissers                       | Svend Wad                            |
| 1952 Hèlsinki        | Aureliano Bolognesi                  | Aleksy Antkiewicz                    | Gheorghe Fiat                        |
| 1952 Hèlsinki        | Aureliano Bolognesi                  | Aleksy Antkiewicz                    | Erkki Pakkanen                       |
| 1956 Melbourne       | Dick McTaggart                       | Harry Kurschat                       | Anthony Byrne                        |
| 1956 Melbourne       | Dick McTaggart                       | Harry Kurschat                       | Anatoly Lagetko                      |
| 1960 Roma            | Kazimierz Paździor                   | Sandro Lopopolo                      | Abel Laudonio                        |
| 1960 Roma            | Kazimierz Paździor                   | Sandro Lopopolo                      | Dick McTaggart                       |
| 1964 Tòquio          | Józef Grudzień                       | Velikton Barannikov                  | Ronald Allen Harris                  |
| 1964 Tòquio          | Józef Grudzień                       | Velikton Barannikov                  | Jim McCourt                          |
| 1968 Ciutat de Mèxic | Ronald W. Harris                     | Józef Grudzień                       | Calistrat Cutov                      |
| 1968 Ciutat de Mèxic | Ronald W. Harris                     | Józef Grudzień                       | Zvonimir Vujin                       |
| 1972 Múnic           | Jan Szczepański                      | László Orbán                         | Samuel Mbugua                        |
| 1972 Múnic           | Jan Szczepański                      | László Orbán                         | Alfonso Pérez                        |
| 1976 Mont-real       | Howard Davis                         | Simion Cutov                         | Ace Rusevski                         |
| 1976 Mont-real       | Howard Davis                         | Simion Cutov                         | Vassily Solomin                      |
| 1980 Moscou          | Ángel Herrera                        | Viktor Demyanenko                    | Kazimierz Adach                      |
| 1980 Moscou          | Ángel Herrera                        | Viktor Demyanenko                    | Richard Nowakowski                   |
| 1984 Los Angeles     | Pernell Whitaker                     | Luís Ortiz                           | Chun Chil-Sung                       |
| 1984 Los Angeles     | Pernell Whitaker                     | Luís Ortiz                           | Martin Ndongo                        |
| 1988 Seül            | Andreas Zülow                        | George Cramne                        | Romallis Ellis                       |
| 1988 Seül            | Andreas Zülow                        | George Cramne                        | Nergüin Enkhbat                      |
| 1992 Barcelona       | Óscar de la Hoya                     | Marco Rudolph                        | Namjilyn Bayarsaikhan                |
| 1992 Barcelona       | Óscar de la Hoya                     | Marco Rudolph                        | Hong Sung-Sik                        |
| 1996 Atlanta         | Hocine Soltani                       | Tontcho Tontchev                     | Terrance Cauthen                     |
| 1996 Atlanta         | Hocine Soltani                       | Tontcho Tontchev                     | Leonard Doroftei                     |
| 2000 Sydney          | Mario Kindelán                       | Andreas Kotelnik                     | Cristián Bejarano                    |
| 2000 Sydney          | Mario Kindelán                       | Andreas Kotelnik                     | Alexander Maletin                    |
| 2004 Atenes          | Mario Kindelán                       | Amir Khan                            | Murat Khrachev                       |
| 2004 Atenes          | Mario Kindelán                       | Amir Khan                            | Serik Yeleuov                        |
| 2008 Pequín          | Aleksei Tishchenko                   | Daouda Sow                           | Hrachik Javakhyan                    |
| 2008 Pequín          | Aleksei Tishchenko                   | Daouda Sow                           | Yordenis Ugás                        |